# Palazzo Luci
Palazzo Luci è un palazzo rinascimentale di Colle di Val d'Elsa, in provincia di Siena, situato nella centrale via del Castello, nel Terzo di Castello. 

## Storia
L'edificio, anche noto come Palazzo del Capitano, fu eretto tra il 1580 e il 1590 per volontà della famiglia Luci, su una precedente struttura medievale del XIII secolo, nella persona, si ritiene, del giureconsulto e funzionario granducale Emilio Luci, che era stato auditore di Pietro de' Medici e che negli ultimi anni del XVI secolo aveva raggiunto l'apice della carriera ricoprendo la carica di Auditore Generale per il governo della città e dello Stato di Siena.
La famiglia Luci, attestata in documenti sin dal XIII secolo, era originaria, come i Bardi, i Bertini e i Ricci, del vicino borgo di San Severo, pochi chilometri a nord-ovest di Colle di Val d'Elsa, dove possedeva un castello. I Luci si inurbarono a Colle intorno al XIV secolo, diventando presto, insieme agli Usimbardi, ai Campana, ai Giusti, protagonisti della vita cittadina colligiana. Intorno al 1550 le proprietà dei Luci, divisi in più rami, oltre a quelle del Terzo di Castello nei pressi di Palazzo Campana, erano estese anche al Terzo di Borgo, con Lorenzo Luci e Jacopo Luci o Luchi  confinanti con le mura castellane, con Francesco e Giovanni Luci che vivevano nei pressi dell'antica Porta delle Fontanelle, e con Francesco Luci che, nel 1555 fu dichiarato nobile del Terzo di Borgo, con rescritto di Cosimo I de' Medici e ammesso alla cittadinanza fiorentina, insieme ai colligiani Francesco Giusti e Niccolò Beltramini.
La costruzione di Palazzo Luci si inquadra nel contesto di un generale adeguamento architettonico delle proprietà colligiane alle più recenti fortune delle famiglie nobili locali che avevano iniziato a ricoprire ruoli chiave nell'apparato burocratico mediceo.
Il palazzo, edificato su una preesistente struttura medievale, è dotato di una struttura architettonica complessa. La suggestiva facciata, di stile tardo-manierista, è impreziosita da due balconi laterali con balaustra in pietra, mentre le finestre sono arricchite di eleganti cornici in bugnato liscio.
Nel XIX secolo Palazzo Luci passò per qualche decennio alla famiglia Salvetti, alla quale appartenne Antonio Salvetti, artista e pittore macchiaiolo, nonché uno dei primi sindaci di Colle di Val d'Elsa.
Secondo la tradizione, Sapìa Salvani morì uccisa a Colle di Val d'Elsa da un sicario senese in via delle Volte, alle spalle di Palazzo Luci.